# Parc del Brollador
El Parc del Brollador és una obra del municipi de Ribes de Freser (Ripollès) inclosa en l'Inventari del Patrimoni Arquitectònic de Catalunya.

## Descripció
El parc del Brollador és el final del Passeig Àngel Guimerà junt a l'antic camí d'accés a Bruguera. Consta d'una petita zona enjardinada on s'inclou el brollador i una petita pèrgola.